# 小行星6332
小行星6332（英語：6332 Vorarlberg）是一颗围绕太阳公转的小行星。1992年3月30日，佛蒙特·伯根在陶腾堡发现了此天体。
这颗小行星的绝对星等为226.92342等。